# Brachylinga tepocae
Brachylinga tepocae är en tvåvingeart som först beskrevs av Cole 1923.  Brachylinga tepocae ingår i släktet Brachylinga och familjen stilettflugor. Inga underarter finns listade.